# Calcio ATPasi

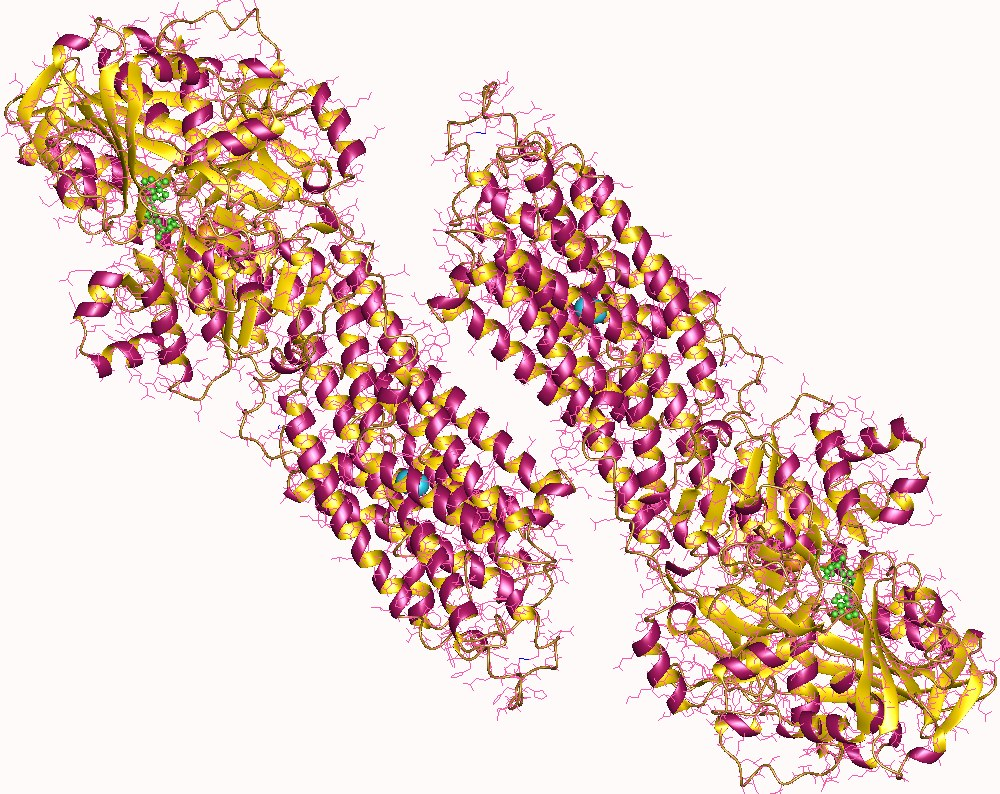
Calcio ATPasi dimer, Oryctolagus cuniculus

Le Calcio-ATPasi, o Ca2+ ATPasi, sono enzimi di classe P-ATPasi che trasferiscono ioni calcio Ca2+, fondamentali nei processi di omeostasi di questo elemento nella cellula.

## Storia
Che il Calcio non sia un elemento utile solo al sistema scheletrico, ma che è necessario anche al sistema muscolare venne scoperto alla fine del XIX secolo dal fisiologo inglese Sydney Ringer, tesi supportata da alcune osservazioni compiute negli anni quaranta che confermavano il ruolo del calcio come messaggero biologico. Ma fu solo negli anni cinquanta che Setsuro Ebashi, uno scienziato giapponese, provò l'effettivo ruolo del calcio nella contrazione muscolare, e quindi, dopo la scoperta in collaborazione con Fritz Albert Lipmann del reticolo sarcoplasmatico, dimostrò l'esistenza dell'enzima Calcio ATPasico, grazie anche alle osservazioni indipendenti di Wilhelm Hasselbach e M. Makinose a Heidelberg. Nel 1961 viene scoperta anche la Ca2+-ATPasi di membrana, nel 1969 venne sperimentato il meccanismo e nel 1971 venne purificata da un eritrocita. La proteina è stata clonata per la prima volta da David H. MacLennan e colleghi nel 1985.

## Struttura

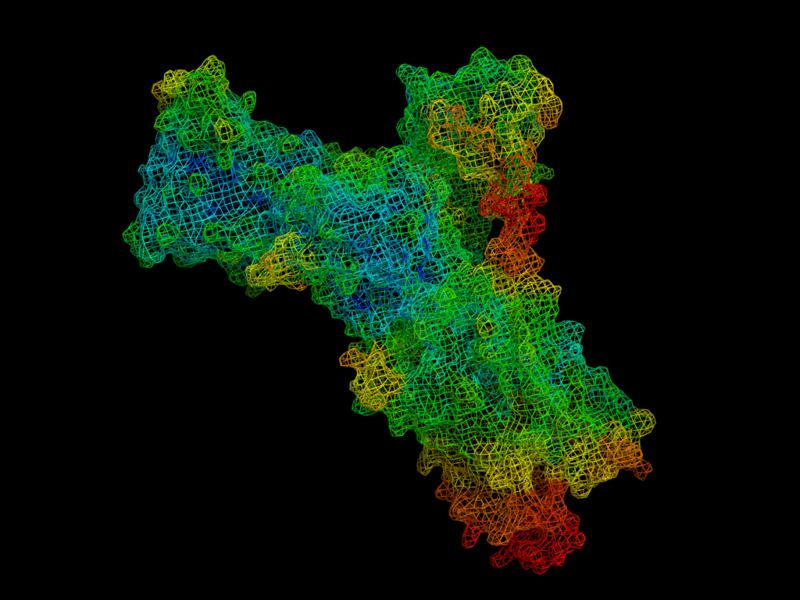
Schema cristallografico

La Calcio-ATPasi è una proteina transmembrana con sequenza putativa di 997 AA divisa in due subunità; ogni subunità è composta da 10 α eliche transmembrana legate, tramite un peduncolo a 5 α eliche, ad una testa polare suddivisa nei siti di fosforilazione e di trasduzione. La coda carbossilica può legare o meno la calmodulina.

## Fattori
Gli inibitori enzimatici principali sono Alf4 e il fosfolambano, una proteina normalmente associata a SERCA, fosforilata da uno stimolo β-adrenergico (tramite segnale a valle di PKA, a tal proposito si veda effetto lusitropo positivo). L'attività enzimatica viene invece coadiuvata dalla calsequestrina, una proteina legante calcio che sequestra ioni abbassando i livelli intrareticolari e quindi diminuendo il rapporto intra/extra reticolare (media di 10000/1) da superare contro gradiente.

## Funzionamento
La Ca2+ ATPasi si può trovare in due conformazioni: E1 ed E2; in stato di riposo (E1) la pompa, con affinità per il calcio citosolico, lega uno o due ioni Ca2+ nel sito di legame, intanto sul sito di fosforilazione viene trasferito un fosforo dall'ATP sull'aspartato 351, l'Alf 4 prende il posto del gruppo gammafosforico sull'ADP e dà la possibilità alla pompa di cambiare conformazione: il canale di trasduzione si chiude sopra gli ioni, allargandosi al di sotto di essi ed esponendoli al lato non citosolico.
L'ATPasi, ora in stato E2 con bassa affinità per il calcio, rilascia gli ioni, e lega alf4 e torna in conformazione E1, rilasciando il fosforo aspartico, tornando alla situazione iniziale.

## Nomenclatura
A seconda della localizzazione nella cellula le Calcio-ATPasi si dividono in due classi, con circa il 50% di omologia di sequenza:
- SERCA (Sarco/Endoplasmatic Reticulum Calcium ATPase), presente sul reticolo sarcoplasmatico o endoplasmatico con funzione di sequestrare Calcio all'interno delle cisterne.

- PMCA (Plasma Membrane Calcium ATPase), tipica della membrana plasmatica, pompa Calcio all'esterno della cellula.

### Ca2+ATPasi del reticolo sarcoplasmatico
Il SERCA risiede nella membrana dei Reticoli Sarcoplasmatici o Endoplasmatici, e trasferisce due ioni Calcio dal citoplasma al lume di questi due organelli; è presente soprattutto nelle cellule muscolari, dove può costituire fino al 90% delle proteine di membrana. Entra in azione dopo che i livelli di Calcio intracellulari citoplasmatici sono aumentati, in seguito a, ad esempio, stimoli elettrici che hanno aperto i canali del calcio voltaggio dipendenti: questo è il caso della contrazione muscolare.
È presente in vari tessuti:
- SERCA 1, tessuto muscolare scheletrico.
- SERCA 2, tessuto muscolare cardiaco
- SERCA 3, altri tessuti

La coda non lega calmodulina.

### Ca2+ATPasi della membrana plasmatica
La pompa PMCA è sita sulla membrana plasmatica cellulare ed espelle ioni dalla cellula; ha un'alta affinità per il calcio, che lega con forza ma espelle lentamente rispetto allo scambiatore 3Na/Ca, che si attiva a concentrazioni più elevate di calcio: la pompa PMCA è quindi utilizzata soprattutto in presenza di basse concentrazioni di calcio da espellere e serve soprattutto per un mantenimento di gradiente. È quindi regolata dalle quantità di calcio intracellulari e lega un solo ione calcio per ogni molecola di ATP idrolizzata. Svolge un ruolo fondamentale nelle sinapsi dove regola l'azione sinaptica.
Si trova in tutte le cellule in varie isoforme codificate dalla variazione di un gene:
- PMCA 1 (gene ATP2B1), presente in tutti i tessuti umani è fondamentale per la sopravvivenza dell'embrione.
- PMCA 2 (gene ATP2B2), presente soprattutto nei tessuti nervosi e muscolari per la maggiore eccitabilità, se silenziato provoca problemi all'orecchio interno, con conseguenti difficoltà di udito ed equilibrio.
- PMCA 3 (gene ATP2B3), molto simile alla precedente è presente soprattutto in tessuti nervosi e muscolari.
- PMCA 4 (gene ATP2B4), anche questa ubiquitaria, il silenziamento non dà gravi problemi all'individuo, ma può essere causa di infertilità maschile. Ha un peso molecolare di 134.683